# Arrondissement de Mérina Dakhar

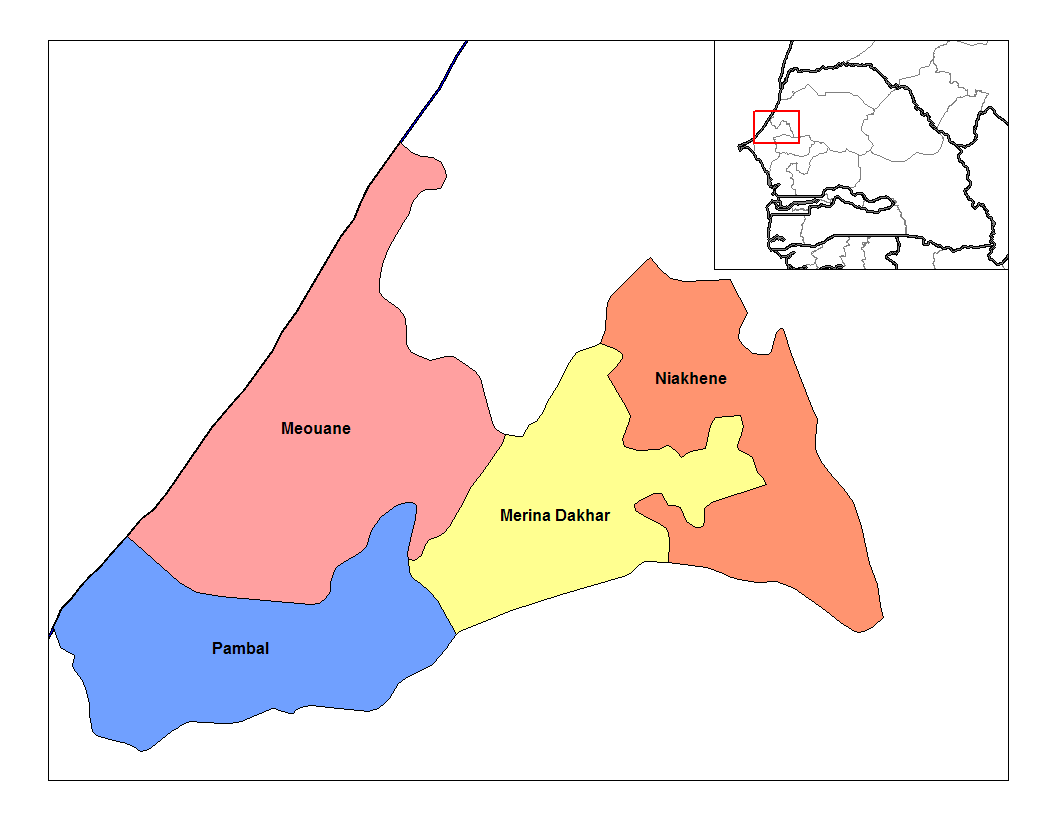
Localisation de l'arrondissement de Mérina Dakhar (en jaune) dans le département de Tivaouane

Pour les articles homonymes, voir Merina.
L'arrondissement de Mérina Dakhar est l'un des arrondissements du Sénégal. Il est situé dans le département de Tivaouane et la région de Thiès.
Il compte trois communautés rurales :
- Communauté rurale de Mérina Dakhar
- Communauté rurale de Koul
- Communauté rurale de Pékèsse

Son chef-lieu est Mérina Dakhar.